# Волим (приток Вишеры)
Волим — река в России, протекает в Пермском крае.

## Описание
Протекает по территории Красновишерского района Пермского края. Образуется слиянием рек Талая и Пыран на холмах отрогов Северного Урала. Течёт главным образом в южном и юго-западном направлениях. Устье реки находится в 187 км по правому берегу реки Вишера ниже деревни Акчим. Приток — Мёрзлая (левый). Длина реки составляет 35 км.

## Данные водного реестра
По данным государственного водного реестра России относится к Камскому бассейновому округу, водохозяйственный участок реки — Кама от водомерного поста у села Бондюг до города Березники, речной подбассейн реки — бассейны притоков Камы до впадения Белой. Речной бассейн реки — Кама.
Код объекта в государственном водном реестре — 10010100212111100004693.